# Karl Goldblat
Karl Iro Goldblat (* 1948 in Wien) ist ein österreichischer Künstler und Autor.

## Leben
Von 1968 bis 1972 studierte Karl Iro Goldblat an der Akademie für angewandte Kunst in Wien. Von 1972 bis 1990 war er Teilnehmer am Kommuneexperiment Friedrichshof (Kommune), das vom Wiener Aktionisten Otto Muehl initiiert wurde, künstlerischer Leiter in den verschiedenen Stadtgruppen, Performancekünstler und Pädagoge. Nach dem Ende der Kommune lebt er seit 1995 wieder als Künstler in Wien. In den 1990er Jahren war er zusammen mit Theo Altenberg Initiator des Kunstraums „Brasilica“ und präsentierte dort neue künstlerische Positionen. Mit Theo Altenberg und Alexander Gutsch betrieb er auch das Band-Projekt „Name“.
Er ist Verfasser von Drehbüchern. Mit Elisabeth Scharang verfasste er das Drehbuch für die ORF-Produktion Franz Fuchs – Ein Patriot.

## Ausstellungen
- 2003: „Malerei einer verschollenen Befindlichkeit“, Aktionismusmuseum Friedrichshof in Zurndorf
- 2006: „Das Öffnen und Schließen des Mundes“, Galerie Hummel, Wien
- 2007: „Talking Heads“, Galerie Hummel, Wien
- 2008: „Bad Mein Garten“, Galerie Scala, Berlin
- 2011: „Das Ganze und seine Teilchen“, Galerie Hummel, Wien

## Werke
- Karl Iro Goldblat: La Caresse. Le Salon des Dépendants, Brasilica, Wien, 2004. Erschienen anlässlich der Ausstellung in Wien (9. November – 4. Dezember 2004).
- Peter Noever (Hrsg.): Otto Muehl Leben/Kunst/Werk. Aktion Utopie Malerei 1960-2004. Mit einer Einführung von Bettina M. Busse, Beiträgen von Éric Alliez, Michel Giroud, Peter Gorsen, Otto Muehl und Peter Turrini, einer Kommunechronologie von Karl Iro Goldblat, einer umfassenden Aktionschronologie sowie zahlreichen Originaltexten und Manifesten. MAK, Wien und Verlag der Buchhandlung Walther König, Köln, 2004. Erschienen anlässlich der gleichnamigen Ausstellung (3. März – 31. Mai 2004) im MAK.
- Karl Iro Goldblat: Als ich von Otto Muehl geheilt werden wollte, Ritter Verlag, Klagenfurt 2018.

| Personendaten    | Personendaten                                            |
| ---------------- | -------------------------------------------------------- |
| NAME             | Goldblat, Karl                                           |
| ALTERNATIVNAMEN  | Goldblat, Karl Iro (vollständiger Name)                  |
| KURZBESCHREIBUNG | österreichischer Maler, Schriftsteller und Drehbuchautor |
| GEBURTSDATUM     | 1948                                                     |
| GEBURTSORT       | Wien                                                     |